# Giorgi Saakadze
Giorgi Saakadze (gruzínsky: გიორგი სააკაძე) (1570 – 3. října 1629) byl gruzínský politik a vojevůdce, jedna z nejvýznamnějších osobností Gruzie v 1. polovině 17. století. byl znám pod titulem Veliký mouravi - gruzínsky დიდი მოურავი, didi mouravi, persky Mūrāv-Beg a turecky Maghraw-Bek. Mouravi znamená gruzínsky správce či regent.

## Život
Saakadze byl příslušníkem gruzínské nižší šlechty - aznaurů, Jeho otec Šio Saakadze byl dvořanem krále Šimona I. z Kartli a ve službách tohoto panovníka začal svou kariéru také mladý Girogi. Za jeho syna Luarsaba II. byl ustanoven správcem Tbilisi a Osetie. Roku 1608 porazil osmanská vojska v bitvě u Tašiakari, byl povýšen do knížecího stavu a stal se jedním z nejmocnějších feudálů v Gruzii. Roku 1611 se král Luarsab oženil s jeho sestrou Teklou Saakazde, čímž Giorgioho moc ještě vzrostla. To se vůbec nezamlouvalo příslušníkům staré rodové šlechty, kteří se cítili jeho kariérou ohroženi. Následujícího roku se kníže Šadiman Baratašvili pokusil Saakadzeho zavraždit a úspěšný vojevůdce musel uprchnout do Persie. Zde konvertoval k islámu a vstoupil do služeb perského šáha Abbáse. Několik let bojoval pro šáha proti Osmanům, Mughalům a roku 1614 byl nucen vést perské tažení do Gruzie. Roku 1614 sesadil svého švagra, krále Luarsaba a vydal ho šáhovi. Luarsab byl Peršany uvězněn a popraven. Giorgi Saakadze se stal perským regentem v Gruzii, ale roku 1623 se od šáha odvrátil. Spojil se s vůdci protiperské strany: bratrem své ženy princem Zurabem z Aragvi a vládcem Kachetie Tejmurazem. Společně pak vyhlásili nezávislou křesťanskou Gruzii. Perský šáh proti nim vyslal trestnou výpravu, ale tu Saakadze rozdrtil roku 1625 v bitvě u Martkopi. Jako reakci na tuto zradu nařídil šáh Abbás popravu Saakadzeho syna Paaty, který žil od roku 1612 na šáhově dvoře.
Mezi Saakadzem a Tejmurazem z Kachetie došlo brzy k otevřenému sporu o vládu nad Gruzií. Spory postupně vyústily v domácí válku, v níž roku 1626 zvítězil Tejmuraz, podporovaný vysokou šlechtou. Tejmuraz se pak sám vyhlásil králem sjednocené Gruze a Giorgi Saakadze byl vypuzen ze země.
Stárnoucí Saakadze se uchýlil do Istanbulu, kde byl přijat sultánem Muradem a vstoupil do osmanských služeb. Získal hodnost paši a správu nad vilajetem Konya. V této hodnosti válčil proti Peršanům, na nichž pro Turky dobyl město Erzurum. Saakadzeho nepřítelem se stal velkovezír Erkem Hüsrev Paša, který se cítil ohrožen jeho úspěchy. Obvinil proto svého rivala ze zrady a impulzivní sultán nařídil jeho likvidaci. Girogi Saakadze a jeho syn Avtandil byli zavražděni 3. října 1629 v Alepu.
Giorgiho druhý syn Ioram zůstal po otcově vyhnání s matkou v Gruzii a stal se zakladatelem gruzínského knížecího rodu Tarchan-Mouravi.

## v kultuře
Přes svou kontroverzní kariéru je Giorgi Saakadze pokládán za národního hrdinu Gruzie. Za vlády Stalina, který byl údajně se Saakadzem vzdáleně rodově spřízněn, byl význam této osobnosti až nekriticky přeceňován.